# Allowissadula sessei
Allowissadula sessei là một loài thực vật có hoa trong họ Cẩm quỳ. Loài này được (Lag.) D.M.Bates mô tả khoa học đầu tiên năm 1978.